# Schweizerland
Schweizerland, ook bekend als de Alpen van Schweizerland, is een gebergte in het Christiaan IX-land in het oosten van Groenland. Schweizerland bevindt zich op het grondgebied van de gemeente Sermersooq.

## Ethymomogie
In 1912 noemde de Zwitserse geoloog en ontdekkingsreiziger Alfred de Quervain het gebergte Schweizerland, verwijzend naar Schweiz, de Duitstalige benaming van Zwitserland. De Quervain reisde op dat moment door Groenland in het kader van de Tweede Zwitserse Expeditie in Groenland.